# Nerts
De nerts is een roofdier uit de familie der marterachtigen (Mustelidae). Dit omvat zowel de Europese nerts (Mustela lutreola) als de Amerikaanse nerts of mink (Neovison vison) en de uitgestorven zeemink (Neovison macrodon). De laatste twee worden ook wel geclassificeerd als Neovison, maar niet overal.

## Fokkerijen
Het bont van de Amerikaanse nerts is gewild en veel pelsdierfokkerijen houden deze soort dan ook. Deze soort is zo ook in Europa terechtgekomen en neemt daar de plaats in van de kieskeurigere Europese nerts.
In Nederland werden de dieren al tientallen jaren commercieel gefokt. Per 2021 is zulks verboden - aanvankelijk was dit per 2024, maar door de COVID-19-crisis is besloten dit verbod per 1 maart 2021 te laten ingaan, omdat nertsen gevoelig zijn voor het virus.
Op 4 november 2020 besloot de Deense regering alle 17 miljoen nertsen te ruimen vanwege een mutatie in het COVID-19-virus. De Nederlandse regering besloot dat eind 2020 Nederland nertsenvrij was. Na een massale ruiming mogen er in Denemarken sinds 1 januari 2023 weer nertsen worden gefokt.